# Callitris verrucosa
Callitris verrucosa är en cypressväxtart som först beskrevs av Allan Cunningham och Stephan Ladislaus Endlicher, och fick sitt nu gällande namn av Ferdinand von Mueller. Callitris verrucosa ingår i släktet Callitris och familjen cypressväxter. IUCN kategoriserar arten globalt som livskraftig. Inga underarter finns listade i Catalogue of Life.